# 上西弗洛雷斯塔

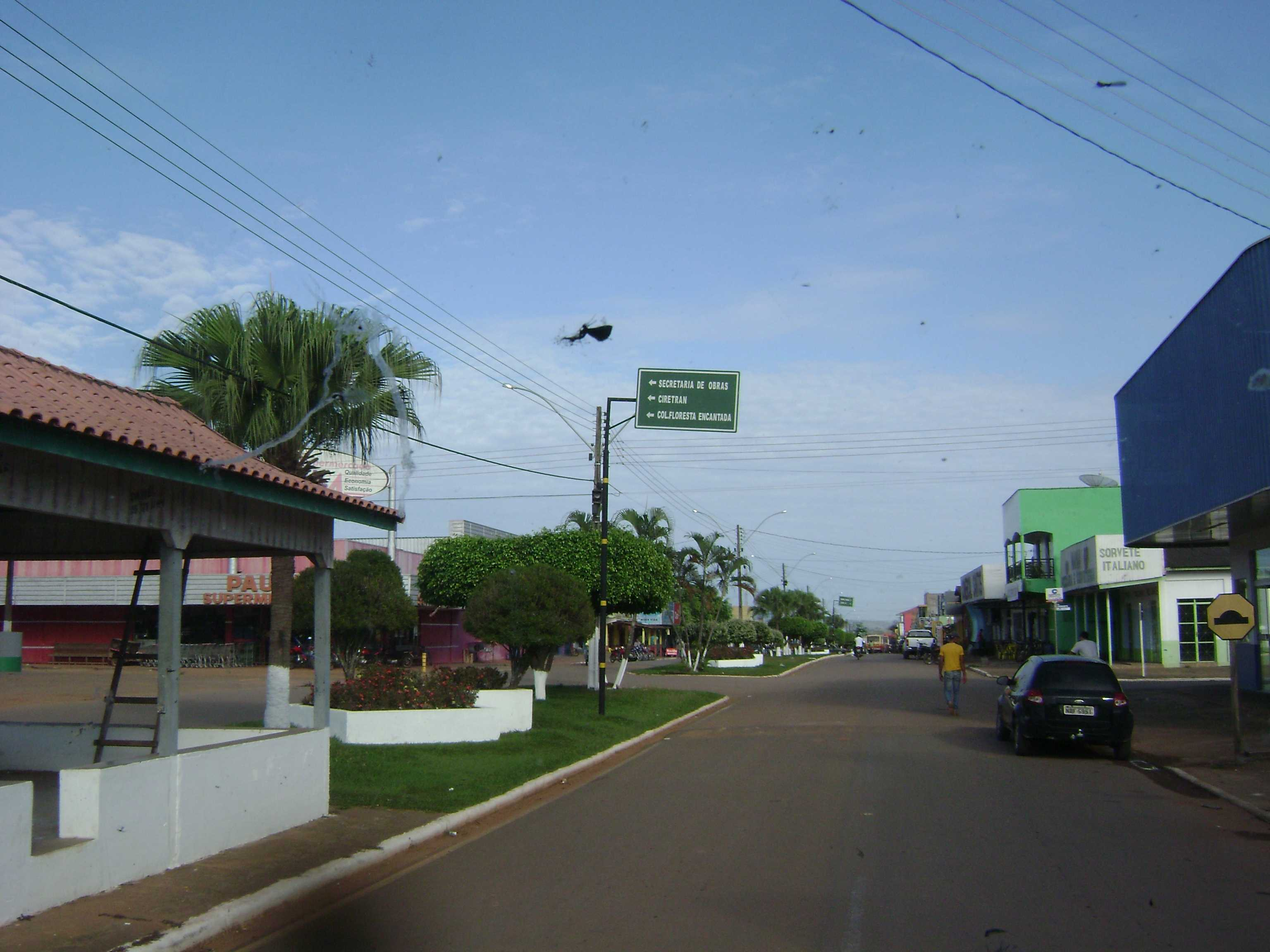
上西弗洛雷斯塔

11°58′05″S 61°57′15″W / 11.96806°S 61.95417°W
上西弗洛雷斯塔（葡萄牙語：Alta Floresta d'Oeste），是巴西的城鎮，位於該國西北部，由朗多尼亞州負責管轄，始建於1986年12月31日，面積7,067平方公里，2013年人口25,728，人口密度每平方公里3.64人。